# Kamlukowo
Kamlukowo (ros. Камлюково) – wieś w Rosji, w Kabardo-Bałkarii, w rejonie zolskim. W 2010 liczyła 2219 mieszkańców.